# Carl-Friedrich Zimpel
Carl-Friedrich Zimpel (angolosan Charles Frederick Zimpel) (Sprottau (Alsó-Szilézia), 1801. december 11. – Pozzuoli (Campania), 1879. június 26.) porosz gyalogsági tiszt, földmérő, vasútépítő mérnök, építész, valamint alternatív gyógyszerek fejlesztője.
Katonai pályafutását felhagyva, 1830-ban települt át az Amerikai Egyesült Államokba. Az államokban töltött első években a New Orleans és Carrollton közötti vasút építésében vett részt.
A Mississippi folyó partján fekvő, főleg német származású telepesek által lakott Carrollton város felmérésével és a városbővítés terveinek elkészítésével 1833-ban bízták meg. A ma már New Orleanshoz tartozó és azzal egybeépült városban több épületet is tervezett és épített, mint például a bankok, szállodák és üzemek. A New Orleansban töltött évek alatt ingatlan spekulációkban is részt vett, az ingatlanpiac összeomlása után 1837-ben tért vissza Európába.
Az első magyar közforgalmú gőzvontatású vasút, a Pest–Vác-vasútvonal építése az ő tervei alapján indult meg az 1840-es években.
Orvosi előtanulmányok nélkül, a jénai egyetem orvosi karának hallgatója volt. Az amerikai Louisiana állam mocsaras területein fekvő vasutak építése során a munkásokat fertőző betegségről, a sárgalázról írt tanulmányában saját tapasztalatait írta le. Bár sohasem kapott orvosi képesítést, az egyetemen szerzett ismeretei alapján, illetve régi alkímiás eljárások segítségével fejlesztette ki a növényi kivonatokból álló, gyógyhatásúnak vélt főzeteit, amelyek a homeopátiás készítmények előfutárainak tekinthetők.
Zimpel mintegy 40 könyvet írt 1828-1879 között, melyeknek körülbelül fele teológiai tartalmú.

## Fordítás
- Ez a szócikk részben vagy egészben  a   Carl-Friedrich Zimpel című német Wikipédia-szócikk fordításán alapul.  Az eredeti cikk szerkesztőit annak laptörténete sorolja fel. Ez a jelzés csupán a megfogalmazás eredetét és a szerzői jogokat jelzi, nem szolgál a cikkben szereplő információk forrásmegjelöléseként.